# Marc Bulger
Marc Robert Bulger (født 5. april 1977 i Pittsburgh, Pennsylvania, USA) er en tidligere amerikansk footballspiller, der spillede i NFL som quarterback. Bulger kom ind i ligaen i 2001, og spillede gennem karrieren for henholdsvis Baltimore Ravens og St. Louis Rams.
Bulger var en del af det St. Louis Rams-hold, der i 2002 tabte Super Bowl XXXVI til New England Patriots efter en tæt kamp. Han var dog ikke på banen da Kurt Warner var Rams startende quarterback i kampen. To gange, i 2003 og 2006 er Bulger blevet udtaget til Pro Bowl, NFL's All Star-kamp.

## Klubber
- 2001-2009: St. Louis Rams
- 2010: Baltimore Ravens